# Magali Kempen
Magali Kempen (* 30. November 1997) ist eine belgische Tennisspielerin.

## Karriere
Kempen begann mit fünf Jahren das Tennisspielen und bevorzugt Hartplätze. Sie spielt größtenteils auf der ITF Women’s World Tennis Tour, auf der sie bisher 11 Turniersiege im Einzel und 27 im Doppel erringen konnte.
Ihr erstes ITF-Turnier bestritt sie im August 2012 in Charleroi. Ein Jahr später wurde sie erstmals in der Weltrangliste geführt, nachdem sie im Juli 2013 das Viertelfinals in Knokke-Heist erreicht hatte. Ende 2015 gewann sie zwei Turniere in Port El-Kantaoui und zog an gleicher Stelle erneut ins Viertelfinale ein, wie auch im November in Helsinki. Durch diese Erfolge verbesserte sich ihr Ranking um über 400 Plätze – im November 2015 stand sie auf Platz 634.
In der deutschen Tennis-Bundesliga stieg Magali Kempen mit dem TK Blau-Weiss Aachen 2013 in die 1. Liga auf. Nach dem Abstieg 2015 war sie mit ihrer Bilanz von 10:1 Siegen am sofortigen Wiederaufstieg ihrer Mannschaft maßgeblich beteiligt.

## Turniersiege

### Einzel
| Nr. | Datum              | Turnier             | Kategorie   | Belag             | Finalgegnerin                  | Ergebnis        |
| --- | ------------------ | ------------------- | ----------- | ----------------- | ------------------------------ | --------------- |
| 1.  | 20. September 2015 | Port El-Kantaoui    | ITF $10.000 | Hartplatz         | Josephine Boualem              | 6:2, 1:6, 6:4   |
| 2.  | 19. Oktober 2015   | Port El-Kantaoui    | ITF $10.000 | Hartplatz         | Kathinka von Deichmann         | 5:7, 6:3, 6:2   |
| 3.  | 3. September 2017  | Middelkerke         | ITF $15.000 | Sand              | Julyette Maria Josephine Steur | 6:2, 6:2        |
| 4.  | 1. Oktober 2017    | Scharm asch-Schaich | ITF $15.000 | Hartplatz         | Lee Pei-chi                    | 6:74, 7:65, 6:4 |
| 5.  | 28. Januar 2019    | Scharm asch-Schaich | ITF W15     | Hartplatz         | Simona Waltert                 | 5:7, 6:3, 6:3   |
| 6.  | 24. Februar 2019   | Scharm asch-Schaich | ITF W15     | Hartplatz         | Dasha Ivanova                  | 6:3, 6:4        |
| 7.  | 14. April 2019     | Scharm asch-Schaich | ITF W15     | Hartplatz         | Stefania Rogozińska Dzik       | 6:1, 6:2        |
| 8.  | 7. Februar 2021    | Scharm asch-Schaich | ITF W15     | Hartplatz         | Sofia Costoulas                | 6:3, 6:2        |
| 9.  | 6. März 2022       | Joué-lès-Tours      | ITF W25     | Hartplatz         | Nastasja Schunk                | 6:3, 6:4        |
| 10. | 2. April 2023      | Murska Sobota       | ITF W40     | Hartplatz (Halle) | Marija Glebowna Timofejewa     | 7:5, 7:5        |
| 11. | 10. Februar 2024   | Edgbaston           | ITF W50     | Hartplatz (Halle) | Barbora Paličová               | 6:3, 7:66       |

### Doppel
| Nr. | Datum             | Turnier              | Kategorie      | Belag             | Partnerin             | Finalgegnerinnen                             | Ergebnis          |
| --- | ----------------- | -------------------- | -------------- | ----------------- | --------------------- | -------------------------------------------- | ----------------- |
| 1.  | 9. August 2013    | Koksijde             | ITF $25.000    | Sand              | Nicky Van Dyck        | Marie Benoit Kimberley Zimmermann            | 6:3, 7:63         |
| 2.  | 12. April 2014    | Iraklio              | ITF $10.000    | Hartplatz         | Elke Lemmens          | Natela Dsalamidse Valentini Grammatikopoulou | 1:6, 7:5, [10:8]  |
| 3.  | 28. Juni 2014     | Scharm asch-Schaich  | ITF $10.000    | Hartplatz         | Anna Morgina          | Jan Abaza Ola Abou Zekry                     | 6:4, 3:6, [10:2]  |
| 4.  | 25. Juli 2014     | Maaseik              | ITF $10.000    | Sand              | Steffi Distelmans     | Bernice van de Velde Kelly Versteeg          | 6:4, 6:3          |
| 5.  | 5. Dezember 2014  | Dschibuti            | ITF $10.000    | Hartplatz         | Francesca Stephenson  | Laura Deigman Naomi Totka                    | 7:67, 6:3         |
| 6.  | 24. Oktober 2015  | Port El-Kantaoui     | ITF $10.000    | Hartplatz         | Jana Sisikowa         | Patrycja Polańska Anna Slováková             | 7:60, 6:4         |
| 7.  | 26. August 2016   | Wanfercée-Baulet     | ITF $10.000    | Sand              | Manon Arcangioli      | Anastasia Smirnova Victoria Smirnova         | 6:2, 6:0          |
| 8.  | 11. Februar 2017  | Scharm asch-Schaich  | ITF $15.000    | Hartplatz         | Shelby Talcott        | Brenda Njuki Marlies Szupper                 | 7:65, 6:2         |
| 9.  | 18. Februar 2017  | Scharm asch-Schaich  | ITF $15.000    | Hartplatz         | Britt Geukens         | Elena Bogdan Miriam Bulgaru                  | 6:2, 2:6, [10:7]  |
| 10. | 6. Mai 2017       | Kairo                | ITF $15.000    | Sand              | María Herazo González | Sowjanya Bavisetti Rishika Sunkara           | 6:1, 6:2          |
| 11. | 1. September 2017 | Middelkerke          | ITF $15.000    | Sand              | Sara Cakarevic        | Cristina Adamescu Cristina Bucsa             | 6:4, 4:6, [10:5]  |
| 12. | 26. Januar 2019   | Scharm asch-Schaich  | ITF W15        | Hartplatz         | Melanie Klaffner      | Jacqueline Cabaj Awad Fiona Ganz             | 6:4, 6:1          |
| 13. | 10. April 2021    | Monastir             | ITF W15        | Hartplatz         | Chelsea Vanhoutte     | Emma Davis Olivia Gram                       | 6:4, 6:1          |
| 14. | 13. August 2022   | Koksijde             | ITF W25        | Sand              | Lara Salden           | Amelie Van Impe Hanne Vandewinkel            | 6:2, 6:2          |
| 15. | 9. September 2022 | Saint-Palais-sur-Mer | ITF W25        | Sand              | Lu Jiajing            | Marine Partaud Walerija Strachowa            | 6:4, 6:4          |
| 16. | 4. November 2022  | Nantes               | ITF W60        | Hartplatz (Halle) | Wu Fang-hsien         | Veronika Erjavec Emily Webley-Smith          | 6:2, 6:4          |
| 17. | 26. November 2022 | Petingen             | ITF W25        | Hartplatz (Halle) | Xenia Knoll           | Bibiane Schoofs Rosalie van der Hoek         | 6:0, 6:4          |
| 18. | 25. Februar 2023  | Mâcon                | ITF W40        | Hartplatz (Halle) | Xenia Knoll           | Darja Astachowa Prarthana Thombare           | 6:3, 6:4          |
| 19. | 9. Dezember 2023  | Monastir             | ITF W25        | Hartplatz         | Lara Salden           | Katharina Hobgarski Sapfo Sakellaridi        | 65:7, 6:4, [10:4] |
| 20. | 10. Februar 2024  | Edgbaston            | ITF W50        | Hartplatz (Halle) | Lara Salden           | Ali Collins Yuriko Miyazaki                  | 7:66, 6:2         |
| 21. | 1. Juni 2024      | La Marsa             | ITF W35        | Hartplatz         | Lara Salden           | Katarína Kužmová Radka Zelníčková            | 6:4, 7:65         |
| 22. | 10. August 2024   | Koksijde             | ITF W35        | Sand              | Lara Salden           | Laura Böhner Fūna Kōzaki                     | 6:4, 6:0          |
| 23. | 17. August 2024   | Duffel               | ITF W35        | Sand              | Ema Kovacevic         | Tilwith Di Girolami Lian Tran                | 6:1, 6:4          |
| 24. | 31. August 2024   | Meerbusch            | ITF W50        | Sand              | Lara Salden           | Gina Dittmann Vivien Sandberg                | 6:3, 6:0          |
| 25. | 8. Februar 2025   | Cluj-Napoca          | WTA 250        | Hartplatz (Halle) | Anna Sisková          | Jaqueline Cristian Angelica Moratelli        | 6:3, 6:1          |
| 26. | 1. März 2025      | Mâcon                | ITF W50        | Hartplatz (Halle) | Justina Mikulskytė    | Tayisiya Morderger Yana Morderger            | 7:65, 6:2         |
| 27. | 5. April 2025     | La Bisbal d’Empordà  | WTA Challenger | Sand              | Anna Sisková          | Darja Semeņistaja Nina Stojanović            | 7:61, 6:1         |
| 28. | 2. August 2025    | Maspalomas           | ITF W100       | Sand              | Anna Sisková          | Madeleine Brooks Eudice Chong                | 6:2, 6:3          |
| 29. | 9. August 2025    | Koksijde             | ITF W50        | Sand              | Anna Sisková          | Anastasia Abbagnato Mariana Dražić           | 7:65, 5:7, [10:6] |